# Línea 2 del Mexibús
La Línea 2 del Mexibús es una línea de autobuses de tránsito rápido, es la tercera de la red del Mexibús. Tiene 44 estaciones y una longitud de 22.3 kilómetros.Esta línea tiene un ramal hacia la estación Río de los Remedios del Metrobús.

## Historia
La segunda línea del sistema fue la tercera en ser inaugurada el 12 de enero de 2015 por el entonces gobernador Eruviel Ávila Villegas (2011 - 2017). Tiene una longitud de 22,3 kilómetros con 44 estaciones en los municipios de Cuautitlán Izcalli, Tultitlán, Coacalco de Berriozabal y Ecatepec de Morelos, es operada por Transcomunicador Mexiquense S.A. de C.V., brinda los servicios ordinario desde la terminal La Quebrada en Cuautitlán Izcalli hasta la terminal las Américas en Ecatepec de Morelos y el exprés de la estación Lechería hasta la estación Ecatepec. Su flotilla la abarca Scania Neobus BRT y Scania Busscar K320 así como Scania Neobus para los express.
La línea 2 del Mexibús tiene 22.3 kilómetros en su recorrido desde la Terminal Las Américas, en Ecatepec, a La Quebrada, en Cuautitlán Izcalli, circulando por las avenidas: Primero de Mayo, Vía Morelos, Revolución y José López Portillo; y para prestar el servicio cuenta con 42 estaciones y 2 Terminales. Esta línea permite comunicar la Autopista México-Querétaro con la Av. Carlos Hank González (Av. Central) y a su vez los 3 centros comerciales más importantes de los extremos Norte de la metrópoli; Perinorte, Cosmopol y Plaza Las Américas. 

## Rutas
El servicio se presta en cuatro itinerarios:
- Ordinario Mixto: Las Américas - La Quebrada
- Ordinario Rosa: Las Américas - La Quebrada
- Exprés Mixto: Ecatepec - Lechería
- Exprés Rosa: Ecatepec - Lechería

Cuenta con un ramal denominado "2A" que parte de la terminal Las Américas, llegá a la estación Rio de los Remedios.

## Flotilla
La flotilla de esta línea la comprende:

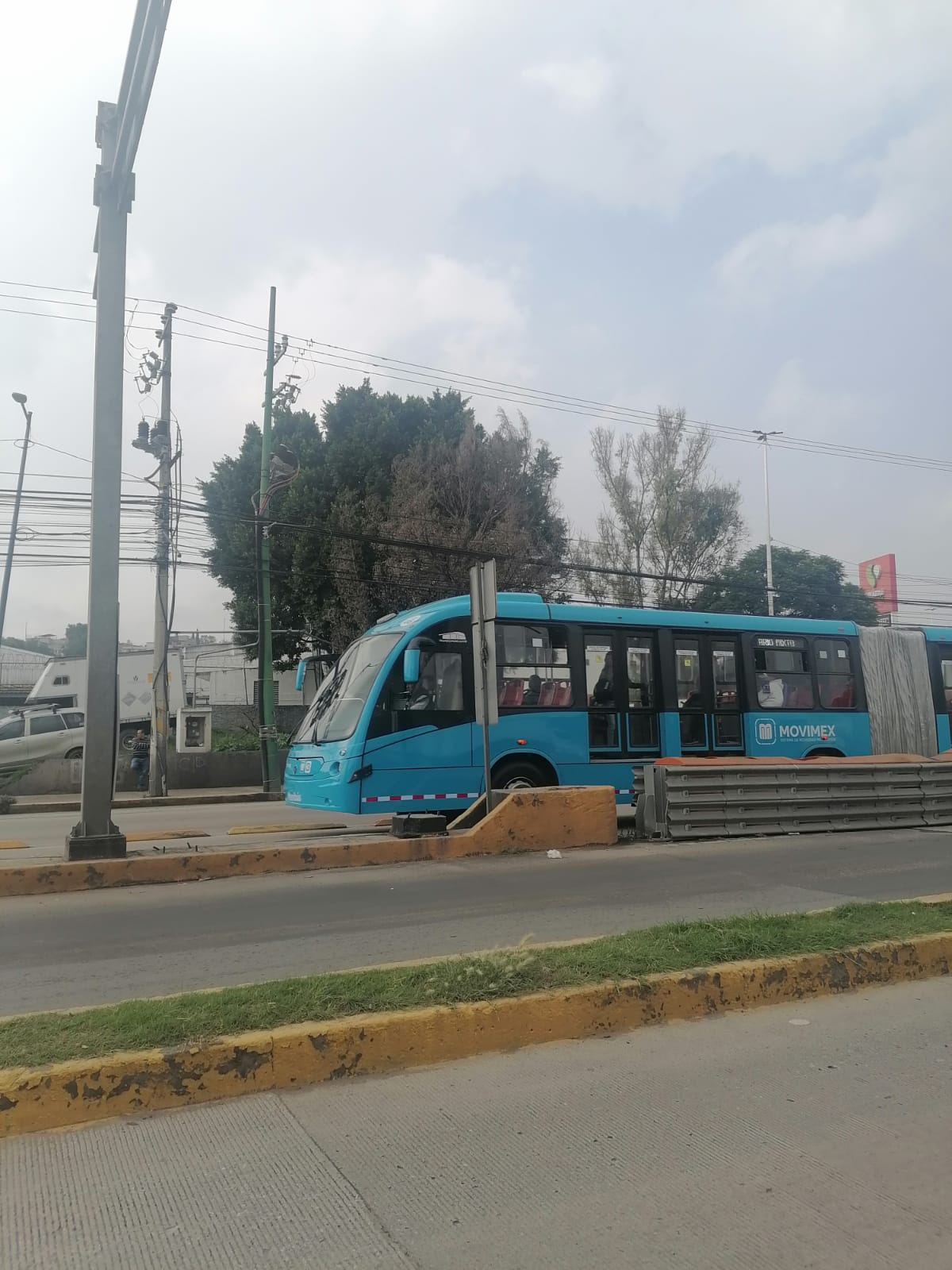
Foto de un Scania Neobus Mega BRT en la Vía José López Portillo.

- Scania Neobus Mega BRT.
- Scania Neobus
- Scania Busscar K320
- Ankai México E916

## Estaciones
Las estaciones de la ruta son:
| Estación                  | Iconografía                                                     | Inauguración         | Municipio          | Tipo de estación       | Rutas                | Conexiones                                                          |
| ------------------------- | --------------------------------------------------------------- | -------------------- | ------------------ | ---------------------- | -------------------- | ------------------------------------------------------------------- |
| Las Américas              | Mapa de Latinoamérica                                           | 12 de enero de 2015  | Ecatepec           | Terminal               | - Ordinario          | Correspondencia - 1.º de Mayo Otros servicios - CETRAM Las Américas |
| 1.º de Mayo               | Casco de trabajo y llave de tuerca                              | 12 de enero de 2015  | Ecatepec           | Paso                   | - Ordinario          |                                                                     |
| San Martín                | Busto de Martín de Porres                                       | 12 de enero de 2015  | Ecatepec           | Paso                   | - Ordinario          |                                                                     |
| Puente de Fierro          | Puente de fierro de Ecatepec                                    | 12 de enero de 2015  | Ecatepec           | Correspondencia        | - Ordinario          | Correspondencia - Puente de Fierro                                  |
| Casa de Morelos           | Puño en alto                                                    | 12 de enero de 2015  | Ecatepec           | Paso                   | - Ordinario          |                                                                     |
| UPE                       | Logotipo de la Unidad Pedagógica de Ecatepec, con tres personas | 12 de enero de 2015  | Ecatepec           | Paso                   | - Ordinario          |                                                                     |
| San Cristóbal             | Busto de Cristóbal de Licia                                     | 12 de enero de 2015  | Ecatepec           | Paso                   | - Ordinario          |                                                                     |
| Agricultura               | Portón y maguey                                                 | 12 de enero de 2015  | Ecatepec           | Paso                   | - Ordinario          |                                                                     |
| ISSEMYM                   | Símbolo de la Cruz Roja y texto «ISSEMYM»                       | 12 de enero de 2015  | Ecatepec           | Paso                   | - Ordinario          |                                                                     |
| El Carmen                 | Busto de la Virgen del Carmen                                   | 12 de enero de 2015  | Ecatepec           | Paso                   | - Ordinario          |                                                                     |
| Ecatepec                  | Glifo de Ecatepec                                               | 12 de enero de 2015  | Ecatepec           | Paso Terminal (Exprés) | - Ordinario - Exprés |                                                                     |
| DIF                       | Texto «DIF»                                                     | 12 de enero de 2015  | Ecatepec           | Paso                   | - Ordinario - Exprés |                                                                     |
| Guadalupe Victoria        | Escudo de México y busto de Guadalupe Victoria                  | 12 de enero de 2015  | Ecatepec           | Paso                   | - Ordinario - Exprés |                                                                     |
| Venustiano Carranza       | Busto de Venustiano Carranza                                    | 12 de enero de 2015  | Ecatepec           | Paso                   | - Ordinario          |                                                                     |
| FOVISSSTE                 | Símbolo del FOVISSSTE                                           | 12 de enero de 2015  | Ecatepec           | Paso                   | - Ordinario - Exprés |                                                                     |
| San Carlos                | Busto de Carlos de Sezze                                        | 12 de enero de 2015  | Ecatepec           | Paso                   | - Ordinario          |                                                                     |
| La Laguna                 | Gota de agua                                                    | 12 de enero de 2015  | Coacalco           | Paso                   | - Ordinario - Exprés |                                                                     |
| Parque Residencial        | Tres árboles                                                    | 12 de enero de 2015  | Coacalco           | Paso                   | - Ordinario - Exprés |                                                                     |
| Eje 8                     | Glifo                                                           | 12 de enero de 2015  | Coacalco           | Paso                   | - Ordinario - Exprés |                                                                     |
| 1.ª de Villa              | Flor                                                            | 12 de enero de 2015  | Coacalco           | Paso                   | - Ordinario - Exprés |                                                                     |
| Las Flores Zacuatitla     | Dos girasoles y una mariposa                                    | 12 de enero de 2015  | Coacalco           | Paso                   | - Ordinario - Exprés |                                                                     |
| San Francisco             | Cúpula de la Parroquia de San Francisco de Asís                 | 12 de enero de 2015  | Coacalco           | Paso                   | - Ordinario - Exprés |                                                                     |
| Héroes Canosas            | Escudo rodeado de laureles                                      | 12 de enero de 2015  | Coacalco           | Paso                   | - Ordinario - Exprés |                                                                     |
| Coacalco-Tultepec         | Glifo de Coacalco                                               | 12 de enero de 2015  | Coacalco           | Paso                   | - Ordinario - Exprés |                                                                     |
| Exhacienda San Felipe     | Trigo y tractor                                                 | 12 de enero de 2015  | Coacalco           | Paso                   | - Ordinario - Exprés |                                                                     |
| Bosques del Valle         | Planta y dos piedras                                            | 12 de enero de 2015  | Coacalco           | Paso                   | - Ordinario - Exprés |                                                                     |
| Coacalco Berriozábal      | Busto de Felipe Berriozábal                                     | 12 de enero de 2015  | Coacalco           | Paso                   | - Ordinario - Exprés |                                                                     |
| Santa María               | Busto de Santa María                                            | 12 de enero de 2015  | Tultitlán          | Paso                   | - Ordinario          |                                                                     |
| Villas de San José        | Tres casas                                                      | 12 de enero de 2015  | Tultitlán          | Paso                   | - Ordinario - Exprés |                                                                     |
| Mariscala Real del Bosque | Dos casas y dos árboles                                         | 12 de enero de 2015  | Tultitlán          | Paso                   | - Ordinario - Exprés |                                                                     |
| Fuentes del Valle         | Fuente y colinas                                                | 12 de enero de 2015  | Tultitlán          | Paso                   | - Ordinario - Exprés |                                                                     |
| De la Cruz San Mateo      | Busto de Mateo el Evangelista                                   | 12 de enero de 2015  | Tultitlán          | Paso                   | - Ordinario          |                                                                     |
| Cartagena                 | Engranaje y Flor de lis                                         | 12 de enero de 2015  | Tultitlán          | Paso                   | - Ordinario - Exprés |                                                                     |
| Bello Horizonte           | Sol y colina                                                    | 12 de enero de 2015  | Tultitlán          | Paso                   | - Ordinario          |                                                                     |
| Bandera/Tultitlán         | Bandera y silueta de Antonio de Padua                           | 12 de enero de 2015  | Tultitlán          | Paso                   | - Ordinario - Exprés |                                                                     |
| Buenavista                | Colina                                                          | 12 de enero de 2015  | Tultitlán          | Paso                   | - Ordinario          |                                                                     |
| COCEM                     | Casco de trabajo                                                | 12 de enero de 2015  | Tultitlán          | Paso                   | - Ordinario          |                                                                     |
| Recursos Hidráulicos      | Acueducto                                                       | 12 de enero de 2015  | Tultitlán          | Paso                   | - Ordinario          |                                                                     |
| Chilpan                   | Avispa                                                          | 12 de enero de 2015  | Tultitlán          | Paso                   | - Ordinario - Exprés |                                                                     |
| Ciudad Labor              | Mazorca de maíz                                                 | 12 de enero de 2015  | Tultitlán          | Paso                   | - Ordinario          |                                                                     |
| Vidriera                  | Fábrica                                                         | 12 de enero de 2015  | Tultitlán          | Paso                   | - Ordinario          |                                                                     |
| Lechería                  | Cencerro                                                        | 12 de enero de 2015  | Tultitlán          | Correspondencia        | - Ordinario          | Otros servicios - Lechería - CETRAM Lechería                        |
| Retorno Oriente           | Cencerro                                                        | 8 de octubre de 2018 | Tultitlán          | Correspondencia        | - Exprés             | Otros servicios - Lechería - CETRAM Lechería                        |
| La Quebrada               | Glifo de Cuautitlán Izcalli                                     | 12 de enero de 2015  | Cuautitlán Izcalli | Terminal               | - Ordinario          |                                                                     |

Las estaciones de la ruta 2A Las Américas-Rio de los Remedios son:
| Nombre de la estación  | Iconografía                | Inauguración          | Municipio/Alcaldía | Tipo de estación | Rutas                 | Conexiones                                                          |
| ---------------------- | -------------------------- | --------------------- | ------------------ | ---------------- | --------------------- | ------------------------------------------------------------------- |
| Las Américas           | Mapa de Latinoamérica      | 29 de febrero de 2024 | Ecatepec           | Terminal         | - Río de los Remedios | Correspondencia - 1.º de Mayo Otros servicios - CETRAM Las Américas |
| Veracruz               | Barco                      | 29 de febrero de 2024 | Ecatepec           | Paso             | - Río de los Remedios |                                                                     |
| Matamoros              | Busto de Mariano Matamoros | 29 de febrero de 2024 | Ecatepec           | Paso             | - Río de los Remedios | Correspondencia - Hospital                                          |
| Monumento a la Familia | Monumento a la familia     | 29 de febrero de 2024 | Ecatepec           | Paso             | - Río de los Remedios | Correspondencia - Jardines de Morelos                               |
| Río de los Remedios    | Acueducto                  | 29 de febrero de 2024 | Gustavo A. Madero  | Terminal         | - Las Américas        | Otros Servicios - Línea 5 del Metrobús                              |

Las estaciones de la ruta 2A Rio de los Remedios-Las Américas son:
| Nombre de la estación   | Iconografía               | Inauguración          | Municipio/Alcaldía | Tipo de estación | Rutas                 | Conexiones                                                          |
| ----------------------- | ------------------------- | --------------------- | ------------------ | ---------------- | --------------------- | ------------------------------------------------------------------- |
| Río de los Remedios     | Acueducto                 | 29 de febrero de 2024 | Gustavo A. Madero  | Terminal         | - Las Américas        | Otros Servicios - Línea 5 del Metrobús                              |
| León de los Aldama      | León                      | 29 de febrero de 2024 | Gustavo A. Madero  | Paso             | - Las Américas        |                                                                     |
| Centro Cultural         | Centro cultural           | 29 de febrero de 2024 | Ecatepec           | Paso             | - Las Américas        |                                                                     |
| Paseo Ventura           | Fachada del Paseo Ventura | 29 de febrero de 2024 | Ecatepec           | Paso             | - Las Américas        |                                                                     |
| Libertadores de América | Manos encadenadas         | 29 de febrero de 2024 | Ecatepec           | Paso             | - Las Américas        |                                                                     |
| Las Américas            | Mapa de Latinoamérica     | 29 de febrero de 2024 | Ecatepec           | Terminal         | - Río de Los Remedios | Correspondencia - 1.º de Mayo Otros servicios - CETRAM Las Américas |